# Генеративный дизайн
Генеративный дизайн (англ. Generative Design), или порождающий дизайн, — подход к проектированию и дизайну цифрового или физического продукта (сайт, изображение, мелодия, архитектурная модель, деталь, анимация и так далее), при котором человек делегирует часть процессов компьютерным технологиям и платформам.
В этом случае дизайнер, инженер или иной заказчик непосредственно не ищет решение поставленной задачи, а описывает её параметры и ограничения программе, после чего та создает (генерирует) варианты решения, которые формируют видение продукта.
В отличие от традиционных инструментов дизайна и проектирования, генеративные системы полуавтономно создают и первично отбирают варианты решений, что изменяет характер взаимодействия человека с системой: программа воспринимается не как средство, а как полноценный участник творческого процесса, «партнёр».
Некоторые генеративные системы позволяют пользователю переформулировать, корректировать и уточнять задачу по промежуточным результатам, а также самообучаются в процессе поиска решений.

## История

### Примеры генеративного творчества в докомпьютерную эпоху
Приёмы генеративного творчества использовались задолго до изобретения компьютерных технологий. Известным многим с детства элементарным порождающим устройством является калейдоскоп. Примером более сложного докомпьютерного генеративного устройства служат карты для гадания и гадалка, генерирующая прогнозы путем раскладов — использование генеративных устройств, считает Ф.Галантер, «старо, как само искусство». По его мнению, генеративные модели не привязаны к какой-либо технологии, а порождающие устройства в творческой деятельности могут быть и не высокотехнологичным, и встречается даже в древних культурах. Генерирующие устройства и алгоритмы (например, бросание костей) являются «механизмом» множества игр — так, в Древней Индии существовала игра в кости, являвшаяся олицетворением «творческого принципа» создания мира.
В средние века Луллий создал механическое генерирующее устройство (Ars), призванное ответить на все вопросы: считается, что в основу механизма были положены идеи каббалы, согласно которой все возможные знания о мире исчерпываются перестановками, сочетаниями и размещениям букв еврейского алфавита — Ars был призван генерировать все «осмысленные» сочетания этих первоэлементов знаний.
В 1751 году У. Хейс изобрел генеративный метод написания музыки для «самых захудалых талантов».
К докомпьютерным практикам генеративного творчества можно отнести и более современные опыты Бена Лапоски, который, начиная с 1952 года, создавал удивительные картинки («электронные абстракции», «осциллоны») при помощи осциллографа. По сути, Лапоски изобрёл «приставку», визуализирующую амплитудные и временные параметры электрических сигналов. Опыты Лапоски интересны тем, что он одним из первых визуализировал процессы и результаты генеративного творчества — принцип визуализации является одним из основополагающих в генеративном дизайне.

### Современная история генеративного дизайна
Если исключить артефакты, история генеративного дизайна началась в середине XX века вместе с появлением первых компьютеров, позволявших создавать изображения.
- В 1960-х годах Bell Labs начала применять компьютеры для решения разнообразных творческих задач вроде создания графики, анимаций и эстетических объектов.
- В 1980-х годах были развёрнуты и приобрели форму и статус научного направления серьезные исследования в области компьютерного творчества. Изучались, прежде всего, возможности компьютерного творчества в информатике, архитектуре и дизайне. В частности, в 1982 году компанией Autodesk разработана первая версия программы AutoCAD, различные приложения которой используются в машиностроении, строительстве, архитектуре. В 1984 году была создана первая версия программы ArchiCAD (Radar CH), получившая распространение в проектировании зданий. Позднее CAD-программы станут одними из частых случаев внедрения генеративных механизмов.[8]
- В 2004 году выходят статьи обозревателя Business Week Брюса Нуссбаума «Сила дизайна» (The Power of Design) и «Редизайн бизнеса в Америке» (Redesigning American Business), которые декларируют: «Профессия дизайнера поменяла свою суть, переместившись из области рисования в область мышления, от стилизации к инновации, от придания вещи формы к визуализации новых парадигм в бизнесе»[9]. Было положено начало новой философии бизнеса, в которую генеративный дизайн (генеративное творчество) вносит всё более значительный вклад.[10]
- В 2010-х технологии обучения генеративных систем быстро совершенствуются. Так, в 2014 году Ян Гудфеллоу[11] изобретает генеративно-состязательную сеть (GAN), которая с успехом используется для получения фотореалистичных изображений одежды, сумок, портфелей, сцен компьютерных игр, интерьеров, объектов промышленного дизайна.
- К исследованиям в области генеративного творчества и разработке генеративных технологий подключаются крупные ИТ-компании — Google, Microsoft, Oracle, Symantec, Hewlett Packard, Adobe, Яндекс, uKit Group, Mail.ru Group — и промышленные концерны вроде Siemens.
- В 2014 году Google приобретает компанию DeepMind Technologies Limited — сегодня проект занимается изучением широкого спектра проблем искусственного интеллекта: «понимание» естественных языков машинами, генерация изображений нейронными сетями, разработка систем, способных играть в различные игры и пр. В то же время стартуют прикладные исследования о применении генеративных подходов в цифровом дизайне. В 2014 году выходцы из Google анонсируют систему Grid, онлайн-конструктор сайтов, применяющий алгоритм Molly для подбора цветов страницы[12] (первая версия проекта стала доступна в 2016-м[13]). В 2015-м Торонтский университет и компания Adobe прототипируют DesignScape — инструмент, предлагающий различные варианты компоновки текста и графики на слайдах: результаты исследования представлены на научной конференции CHI’15 (Conference on Human Factors in Computing Systems).[14]
- В 2016 году генеративный дизайн становится доступен и понятен массовому потребителю: группа российских разработчиков (А.Моисеенков, О.Пояганов, И.Фролов и А.Усольцев) создает приложение Prisma, позволяющее обрабатывать изображения в стиле известных художников — в основу работы проекта положена нейронная сеть, которая подбирает множество вариантов стилизации фотографий. В том же году Google запускает открытый проект Quick, Draw! — обучение нейросети генерации вариантов изображений на базе грубых набросков пользователей: по данным на май 2017 года, в эксперименте поучаствовали свыше 15 млн человек.[15]

## Общий принцип работы генеративных систем и взаимодействия с ними
В настоящее время генеративные модели основываются на внушительной теоретической основе и практическом опыте. В первую очередь речь идёт о так называемых эволюционных алгоритмах, в основе которых лежат математические модели механизмов естественной эволюции. Широко используются следующие методы: клеточные автоматы, фракталы, нейросети, «искусственная жизнь», системы Линденмайера (L-системы), «математический хаос», рандомизация, «шум Перлина» и другие.
Несмотря на разницу подходов, можно выделить ряд базовых этапов взаимодействия пользователя с системой генеративного дизайна:
1. Формулирование задачи — описание результата, который намерен получить пользователь. Несмотря на то, что речь идет о получении отчасти случайного результата или множества результатов, базово задача конкретизируется.
2. Установка параметров — тем или иным образом системе задаются характеристики, которым должны соответствовать генерируемые решения (это может быть реализовано в виде опросника, визарда или панели настроек).
3. Генерация — программа, опираясь на заданные условия и заложенные в нее алгоритмы, «перебирает» сочетания и визуализирует процессы и объекты. Алгоритмы обеспечивают «осмысленность» генерируемых объектов: например, если генерирующим устройством служит синтезатор мелодий, генерируемые объекты должны опознаваться как мелодии (а не как какофония).
4. Отбор объектов — пользователь оценивает сгенерированные варианты и выбирает удовлетворяющий его вариант. Если в области предыдущих операций достигнуты впечатляющие успехи автоматизации, то оценка основывается на таких способностях человека как вкус и здравый смысл — а они плохо формализуемы, что позволяет говорить о том, что генеративные системы не заменят специалистов[16].

## Сферы применения и примеры программного обеспечения

### Промышленный дизайн
| «Генеративный дизайн (порождающее проектирование) — … множество новых инструментов автоматического проектирования, которые применяются для оптимизации изготовления, снижения веса изделий и экономии используемых материалов. Результатом применения этих инструментов становятся органичные и даже внеземные с виду детали, которые позволяют сократить стоимость производства». Ф. Кин |

Одной из известных систем промышленного дизайна является на сегодня Autodesk Dreamcatcher, которая позволяет решать прикладные задачи конструирования и проектирования с учётом различных требований к материалам, способу производства, эффективности: пользователь загружает требования к конструкции, система находит множество алгоритмически синтезированных решений и предлагает их пользователю для оценки или корректировки задачи.
В качестве примеров успешного применения технологий генеративного дизайна с данной и подобными программами можно назвать:
- Снижение веса отдельных элементов — совместная программа Airbus и Autodesk по снижению веса отдельных элементов гражданских самолетов[18].
- Синтез формы — совместная программа Toyota и Materialise по разработке суперлегкого автомобильного кресла с необычной структурой[19].
- Создание медицинских имплантов — применение генеративного дизайна позволяет точно воссоздавать трабекулярные структуры (микроскопические элементы ткани), распределяя крошечные поры по материалам и воссоздавая шероховатость поверхности при имитации костей[8].

### Веб-дизайн
| «Это инструменты, которые помогут упростить построение интерфейса, подготовку графики и контента, а также персонализацию продукта» (Юрий Ветров, руководитель команды портального дизайна Mail.ru и автор сайта algorithms.design) |

- Верстка. Датский стартап Uizard Technologies анонсировал нейросеть pix2code, способную распознавать макет, скриншот или изображение интерфейса и генерировать готовую интерактивную страницу с кодом, оформлением и графическими элементами, тем самым позволяя автоматизировать рутинный процесс верстки.[21]
- Редизайн веб-страниц. Российский онлайн-сервис uKit AI обучается приводить страницы сайта к современным техническим и визуальным требованиям современного веба: пользователь получает новую, адаптивную версию фронт-енда, сгенерированную на основе материалов со старой версии сайта, и может прикрепить ее к существующему домену.[22]
- Веб-типографика. Rene, проект дизайнера и инженера из Airbnb Джона Голда, позволяет оценить и сравнить разные варианты сочетаний и кеглей, указав системе базовый набор ограничений[23]. Ещё одним примером успешного внедрения генеративных технологий является Prototypo — генератор шрифтов.[24]

### Графический дизайн и визуализация данных
- Фирменный стиль. Сервис Logojoy применяет генеративные технологии для создания нескольких вариантов логотипов и простых элементов фирменного стиля по базовым требованиям пользователя.[25]
- Визуальные коммуникации. Онлайн-редактор AutoDraw от Google Drawings анализирует «ваш корявый рисунок и предлагает вместо него более совершенный вариант». Человек рисует в редакторе любую абстрактную фигуру, а сервис подбирает и выдает миниатюры рисунков и иконок, которые лучше подходят вы можете выбрать подходящий"[26].
- Дизайн плакатов и упаковок. Одним из частных случаев применения генеративного подхода стала рекламная кампания Nutella Unica, разработанная агентством Ogilvy & Mather Italy для производителя Ferrero, — в 2017 году было выпущено семь миллионов баночек Nutella с уникальными рисунками на каждой этикетке: изображения создавал алгоритм, который комбинировал цвета и графические шаблоны.[27]
- Создание крупных дизайн-проектов. Генеративный подход революционизировал индустрию дизайна. К примеру, объёмный дизайн-проект издания многостраничного корпоративного календаря, на примере компании «Балтийский лизинг», в рамках которого было сэкономлено значительное количество ресурсов. При помощи генеративного дизайна бизнес может сэкономить до 70% времени на реализацию дизайн-проектов, уверен Сергей Завистович, шеф-дизайнер «Балтийского лизинга».[28]
- Визуализация данных и инфографика. NodeBox — офлайн-программа для пользователей Mac OS, применяет алгоритмические решения для создания графики, спрайтов и интерфейсов, содержащих регулярно меняющиеся данные (отчеты, котировки и т. д.). Система позволяет дизайнеру задавать параметры генерации на базе блок-схемы и мгновенно получать результат при изменении параметров.[29]
- Айдентика. Нейросеть под именем Николай Иронов[30], созданная в студии Артемия Лебедева, выполняет коммерческие задачи на создание фирменного стиля компаний.

### Архитектура
| «Мы думаем не о проектировании одного конкретного объекта, а о процессе генерации множества объектов». Он говорит о переходе в архитектурном проектировании «от объекта к процессу», что позволяет, «вместо создания одного артефакта … при помощи вычислительных моделей проектировать процессы создания бесчисленных артефактов». (Майкл Хансмейер). |

Перспективы генеративных подходов в архитектуре и строительстве ассоциируются сегодня, прежде всего, с BIM-технологиями. BIM-технологии позволяют создавать точные виртуальные модели зданий, учитывающие все архитектурно-конструкторские, технологические, экономические, эксплуатационные, бытовые и прочие параметры объекта. Опыт Великобритании, где переход на BIM-технологии предусмотрен строительной стратегией правительства Великобритании, принятой в 2011 году, свидетельствует, что BIM-технологии позволяют снизить стоимость проектно-конструкторских работ на 52 % и, за счёт выработки экономичных решений, снизить стоимость строительства на 38 %.

### Искусство и индустрия развлечений
- Искусство. С 2015 года французский художник Мигель Шевалье презентует по миру ряд инсталляций («Жидкие пиксели», «Фрактальные цветы»), идея которых основана на автономном развитии и бесконечной генерации графических объектов[33].
- Игровая индустрия. Вышедшая в 2016 году No Mans Sky, компьютерная игра жанре космического приключенческого боевика, широко использует алгоритмическую генерацию ландшафтов и является «песочницей» (место, где происходит создание уровней и их редактирование).
- Видеопродакшн. Медиа сервис Resolume включает медиа-серверы Arena и Avenue — инструменты для смешивания и совмещения визуальных эффектов, адресованные VJ и создателям видео[34].

## Перспективы применения и развития
| «Уже сегодня благодаря методам генеративного творчества происходит демократизация творчества во множестве областей. Снижая временной интервал между идеей и воплощением, генеративное творчество ускоряет появление новых … форм, функций и эстетики. … В совокупности с новыми технологиями …., генеративное творчество полностью переворачивает такие понятия, как производство, потребление, труд и инновации». Р.Питерс и С.Винигер, «ТворческийИИ». |

Несмотря на то, что сегодня есть сферы, в которых генеративный дизайн применяется и развивается более активно, сам подход не ограничен какой-либо конкретной областью применения.
По мнению Ф. Галантера термин генеративный дизайн (генеративное творчество) «может относиться к любой художественной практике, где автор задает процесс: набор языковых правил, машина или иное процедурное устройство, которое запускается в действие с определённым уровнем автономии и которое, в итоге, и создаёт, целиком или частично, произведение».
Р. Питерс и С. Винигер в статье «ТворческийИИ» выделяют четыре основных тренда в развитии «генеративного века» (тренда, которые, по их мнению, изменят мир):
1. Генеративная перспектива. «Впервые в человеческой истории мы можем творить, опираясь на смешанную, генеративную перспективу — смесь элементов коллективной, индивидуальной и машинной перспектив. Это позволяет нам раздвигать границы творчества … и создавать совершенно новые объекты».
2. Генеративные прогнозы. Генеративные технологии способны прогнозировать действия и события, позволяя людям «подстраивать аспекты дизайна в соответствии с их предпочтениями».
3. Генеративные рынки, на которых люди будут обмениваться генеративными моделями. «Сегодня существуют рынки продуктов …, а в будущем появятся генеративные рынки рецептов для создания множества новых предметов».
4. Генеративное производство. Это генеративные системы, используемые для создания физических объектов (это направление тесно связано с развитием аддитивных производств, примером которых являются 3D-принтеры).

## Эстетика генеративного дизайна
Широкое применение генеративного дизайна в видео-арт, полиграфии, веб-дизайне, архитектуре, дизайне интерьеров, дизайне одежды и обуви, мебели  и  пр. породило особую эстетику. Использование алгоритмов и нейросетей зачастую повторяет решение созданные природой, но при этом имеют более упорядоченные, предсказуемые очертания, оптимизированные для решения конкретных задач. Это слияние обычно противопоставленных форм: "природных" и "технологических" дает ощущение причудливости, особой "сделанности". Применение генеративного дизайна в потребительских товарах часто привлекает интерес аудитории, но не всегда вызывает желания ее купить, т.к. он выглядит слишком непривычно и странно.   